# David Friedrich (Musiker)

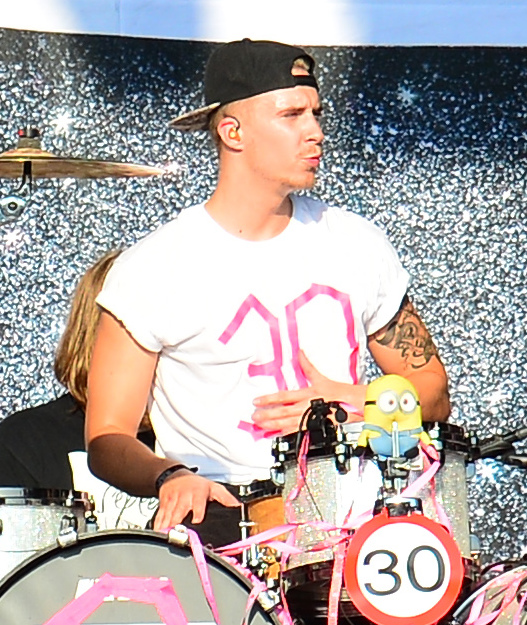
David Friedrich beim Reload Festival (August 2015).

David Friedrich (* 22. Oktober 1989 in Duisburg) ist ein deutscher Schlagzeuger und war von 2012 bis 2025 ein Mitglied der Band Electric Callboy. Er gewann 2017 die vierte Staffel der RTL-Reality-Show Die Bachelorette.

## Leben
Der gelernte Stahlkocher war von 2012 bis 2025 Mitglied der deutschen Trancecore-Band Electric Callboy, die bei seinem Beitritt noch Eskimo Callboy hieß. Mit ihr tritt er auf verschiedenen Musikevents, wie dem Wacken Open Air oder dem Summer Breeze, auf und gewann den Metal Hammer Award 2013 in der Kategorie Up and Coming.
Im Jahr 2017 siegte Friedrich in der vierten Staffel der RTL-Show Die Bachelorette, indem sich die Protagonistin Jessica Paszka für ihn entschied. Anschließend waren beide bis Ende September 2017 liiert.
Im Januar und Februar 2018 war Friedrich Teilnehmer der 12. Staffel der Reality-Show Ich bin ein Star – Holt mich hier raus! und erreichte den vierten Platz.
Am 29. April 2025 gab die Band Electric Callboy über ihre Social-Media-Kanäle bekannt, dass David Friedrich sich auf etwas Neues konzentrieren möchte und deshalb nicht mehr Teil der Band sein wird.

## Fernsehauftritte
- 2017: Die Bachelorette
- 2018: Ich bin ein Star – Holt mich hier raus!
- 2018: Das perfekte Promi-Dinner – Dschungelspezial
- 2019–2020, 2022: Ich bin ein Star – Die Stunde danach